# Egy brit, két brit (Family Guy)
Az Egy brit, két brit (angolul One If by Clam, Two If by Sea, további ismert magyar címe: Angol akcentus) a Family Guy harmadik évadjának a negyedik része. Összességében ez a harminckettedik rész. Az epizódot először az amerikai FOX csatorna mutatott be 2001. augusztus 1-jén, egy héttel a harmadik epizód után. Magyarországon a Comedy Central mutatta be 2008. november 16-án.
|  | Alább a cselekmény részletei következnek! |

## Cselekmény
Quahog-ban hurrikán pusztít, és a Részeg Kagyló tulajdonosa, hogy ne kelljen aggódnia a kocsmája épségéért, eladja a helyet egy angolnak, aki Peterék szomszédjába költözik, és elit pubot csinál a Kagylóból. Peter és barátai nem találják a megváltozott környezetben a helyüket, s megpróbálják elüldözni az új tulajt a vendégekkel együtt. Nem sok sikerrel. Közben Stewie összeismerkedik az új szomszéd gyerekkel, Elizával, és rémülten tapasztalja, hogy a lány borzasztó tájszólással beszél. Peterék éjjel fellopóznak egy sörszállító hajóra, és az egész rakományt a vízbe dobálják, miközben isznak, mint a kefekötő. Másnap reggelre kiderül, hogy valaki éjjel felgyújtotta az angol pubot. Peter, Cleveland, Joe, és Quagmire nyakába varrják a dolgot, így mindannyian börtönbe kerülnek, ahol összeakadnak egy veszélyes gyilkossal, aki meg akarja ölni őket, mivel Joe juttatta rács mögé annak idején. Brian és Stewie fogadást kötnek, hogy Stewie meg tudja tanítani Elizát rendes úrinő módjára beszélni, a lány közelgő szülinapjáig. Lois, amint rájön, hogy a pubot nem Peterék gyújtották fel, elcsábítja a tulajdonost, és kiszedi belőle az igazságot: ő gyújtotta fel a helyet, hogy a biztosító fizessen neki. Az utolsó pillanatban, mielőtt Joe ellensége megölné őket, Peterék elhagyják a börtönt. Brian megnyeri az Elizára vonatkozó fogadást. Eliza apját (vagyis a kocsma tulaját) felakasztják. A kislány egy árvaházból ír levelet Stewie-nak, amelyben megfogadja, hogy megöli Loist, ami miatt Stewie boldog lesz - mivel ő is utálja Lois-t. A Kagyló visszanyeri régi formáját, és tulaját.

## Külső hivatkozások
- Egy brit, két brit az Internet Movie Database-ben (angolul)
- Egy brit, két brit a Rotten Tomatoeson (angolul)
- Egy brit, két brit a Box Office Mojón (angolul)